# Echinocereus knippelianus
Echinocereus knippelianus (peyote verde) es una especie de alicoche de la familia Cactaceae que se distribuye en Coahuila y Nuevo León en México. La palabra knippelianus es un epónimo en honor a Carl Knippel, horticultor alemán de cactáceas.

## Descripción
Crece de manera solitaria o ramificada desde la base, formando conglomerados de hasta 50 tallos y rara vez arriba del nivel del suelo. Los tallos son globosos de color verde oscuro y de 3 a 8 cm de diámetro. Tiene de 5 a 7 costillas y de 0 a 4 espinas por areola, de tamaño variable (15 a 60 mm de largo), rectas y de color amarillo claro. La flor aparece cerca del ápice de los tallos, es funeliforme, de color rosa a púrpura o blanco, de 25 a 40 mm de largo y de 40 a 65 mm de ancho. El fruto que produce es pequeño y globoso, de color púrpura.

## Distribución y hábitat
Se distribuye en Coahuila y Nuevo León en México. Habita en pastizales montañosos y bosques de pino sobre suelos calizos, en elevaciones de 2000 a 2200 m s. n. m.

## Usos
Es colectada legalmente y también cultivada y comercializada como planta ornamental.

## Estado de conservación
Esta especie llega a ser recolectada ilegalmente, sin embargo, no se considera una mayor amenaza para su conservación. Su área de distribución es amplia y su población es abundante. Se encuentra legalmente protegida en México y está listada en la Norma Oficial Mexicana 059 como amenazada (A).